# Icario di Atene

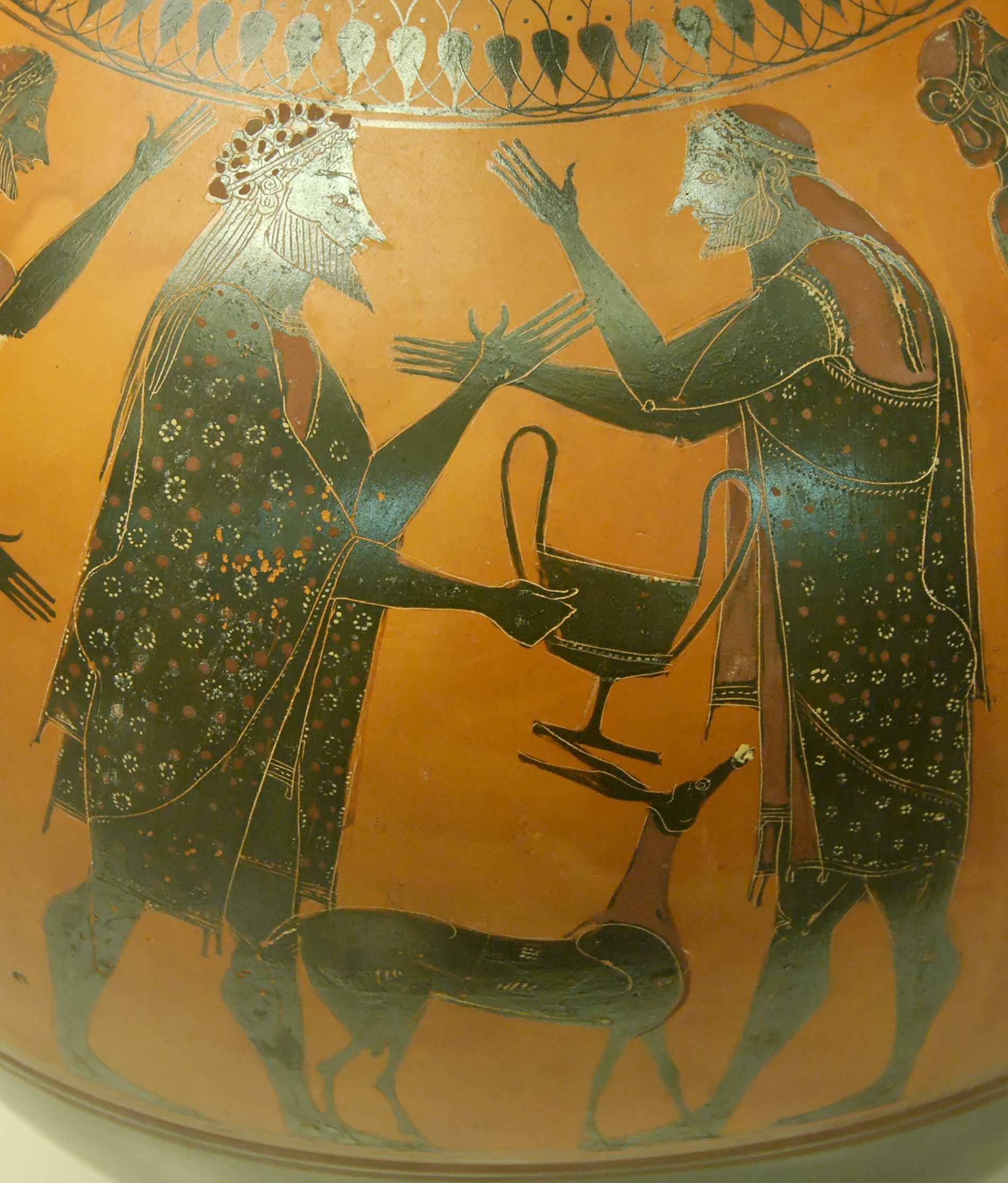
Icario e Dioniso, anfora a figure nere (British Museum)

Icario, Icaro o Icarione è una figura della mitologia greca, padre di Erigone, vissuto ad Atene al tempo di Pandione II.

## Mito
Secondo Igino e Apollodoro Icario ricevette Dioniso nella propria casa, e il dio, per ricompensarlo dell'atto di ospitalità gli fece dono di un ceppo di vite, insegnandogli la maniera di piantarlo e di fare il vino. Igino aggiunge che Dioniso gliene diede un otre pieno, ordinandogli di fare assaggiare quel liquore agli altri uomini. Intorno a tutto ciò che segue, egli è perfettamente d'accordo con Apollodoro il quale riporta che Icario, avendo dato quel vino ad alcuni pastori dell'Attica, li fece diventare ebbri. Essi, credendo allora di essere stati avvelenati, lo uccisero, gettandolo in un pozzo.
La figlia Erigone non trovandolo iniziò le ricerche e, seguendo l'abbaiare del suo cane Mera, ne ritrovò il corpo. Disperata si uccise anch'ella.
Questi decessi furono interpretati come un affronto al dio Dioniso e una siccità, altri dicono una pestilenza, cadde sulla regione. Per porvi fine Aristeto, su suggerimento del padre Apollo, istituì delle festività in onore di Icario ed Erigone, le Aiora.
Inoltre gli dèi lo immortalarono trasformandolo in una costellazione, vendicarono la sua morte diffondendo, pressi gli ateniesi, una malattia che rendeva folli le donne.
Secondo il mitologo Karl Kerényi Icario potrebbe essere il timoniere della nave su cui viaggiava Dioniso, di cui viene narrato nel VII Inno omerico. Tuttavia nel testo il nome non è più chiaramente leggibile. In questa occasione, per la benevolenza dimostrata al dio, Icario sarebbe stato risparmiato, contrariamente ai marinai che furono trasformati in delfini.

## Demo di Icario
Icario è anche il fondatore di un demo attico, detto di Icario, appartenente inizialmente alla tribù Egeide, celebre per un antichissimo santuario di Dioniso. Il nome del santuario sarebbe conservato nel nome del moderno borgo di Dioniso, sulle pendici nord-orientali del Pentelico, dominante il campo di battaglia di Maratona, dove è stato identificato il centro dell'antico demo e dove appunto gli scavi americani hanno messo in luce dei ruderi abbastanza cospicui.